# Hori-san to Miyamura-kun
Hori-san to Miyamura-kun (堀さんと宮村くん n.đ. "Hori và Miyamura") là bộ manga do Adachi Hiroki sáng tác và minh họa dưới bút danh Hero. Ban đầu, tác phẩm được phát hành dưới dạng webcomic trên trang Dokkai Ahen từ tháng 2 năm 2007 đến tháng 12 năm 2011, theo phong cách truyện bốn khung (yonkoma). Đến tháng 10 năm 2008, Square Enix xuất bản bộ truyện thành sách, tập hợp các chương vào 10 tập tankōbon dưới ấn hiệu Gangan Comics và hoàn tất vào tháng 12 năm 2011. Những câu chuyện ngoài lề về hai nhân vật chính tiếp tục trong 15 tập Hori-san to Miyamura-kun Omake (堀さんと宮村くん おまけ n.đ. Hori và Miyamura: Ngoại truyện), phát hành từ tháng 7 năm 2012 đến tháng 7 năm 2021.
Với sự giám sát của Hero, họa sĩ Hagiwara Daisuke đã chuyển thể bộ truyện thành Horimiya (ホリミヤ), đăng dài kỳ trên tạp chí Monthly G Fantasy từ tháng 10 năm 2011 đến tháng 3 năm 2021. Phiên bản tankōbon gồm 16 tập, và đến tháng 7 năm 2023, tập thứ 17 ra mắt với những chương truyện hoàn toàn mới. Horimiya bản tiếng Anh do Yen Press phát hành.
Hori-san to Miyamura-kun được chuyển thể thành loạt OVA, khởi chiếu từ tháng 9 năm 2012 đến tháng 5 năm 2021. Phiên bản anime truyền hình do CloverWorks sản xuất lên sóng từ tháng 1 đến tháng 4 năm 2021. Sau đó, phiên bản người đóng cũng được công chiếu vào tháng 2 cùng năm. Loạt phim anime thứ hai, Horimiya -piece- (ホリミヤ -piece-), lên sóng từ tháng 7 đến tháng 9 năm 2023.

## Cốt truyện
Câu chuyện xoay quanh hai học sinh trung học: Hori Kyouko, một cô gái rạng rỡ và nổi tiếng, và Miyamura Izumi, chàng trai trầm lặng với vẻ ngoài lặng lẽ, mang dáng dấp của một otaku mọt sách. Tuy vậy, hình ảnh Hori ở trường hoàn toàn khác biệt với con người thật của cô khi trở về nhà. Hori dành phần lớn thời gian sau giờ học để chăm sóc em trai Souta, ăn mặc giản dị và chẳng mấy bận tâm đến vẻ ngoài. Cô luôn cố gắng che giấu điều này trước bạn bè, không muốn làm ảnh hưởng đến hình tượng mà họ nhìn nhận về mình, cũng như tránh làm người khác lo lắng.
Một ngày nọ, Souta trở về nhà với mũi bê bết máu, đi cùng là một chàng trai lạ lẫm với đầy khuyên tai và hình xăm. Người đó tự giới thiệu mình là Miyamura. Khi nhận ra Hori dù cô ăn mặc xuề xòa, Miyamura bất ngờ bộc lộ một khía cạnh hoàn toàn khác với vẻ ngoài u ám mà mọi người thường thấy. Họ cùng đi đến một thỏa thuận: giữ bí mật về con người thật của nhau trước bạn bè.
Thế nhưng, khi thời gian trôi qua, cả hai dần hiểu hơn về đối phương, và họ nhận ra giữa mình có nhiều điểm chung hơn tưởng tượng. Từ một lời hứa che giấu thân phận, mối quan hệ của họ dần trở nên khăng khít hơn bao giờ hết.

## Nhân vật
Hori Kyōko (堀 京子)
Lồng tiếng bởi: Seto Asami (OVA), Tomatsu Haruka (TV anime)
Đóng vai bởi: Kubota Sayu (live-action)
Một nữ sinh cao trung xinh đẹp, thông minh và nổi tiếng. Ở trường, cô duy trì hình tượng hoàn hảo, nhưng tại nhà, cô giản dị, không trang điểm và bận rộn chăm sóc em trai. Để bảo vệ hình ảnh bản thân, Hori luôn giấu đi cuộc sống đời thường này. Tuy thế, khi Miyamura Izumi tình cờ phát hiện ra cuộc sống ngoài trường học của Hori, hai người thỏa thuận giữ bí mật về con người thật của nhau. Ban đầu, Hori chỉ xem Miyamura là bạn, nhưng dần dần, tình cảm của cô dành cho cậu trở nên sâu sắc.
Một lần, cô vô tình nghe được lời tỏ tình của Miyamura trong lúc giả vờ ngủ, và cuối cùng, mối quan hệ của họ được xác lập khi Hori thẳng thắn tuyên bố Miyamura là bạn trai của mình trước mặt bố cô. Dù mạnh mẽ và tự lập, Hori mắc chứng lo âu khi phải xa người thân. Cô ngày càng phụ thuộc vào Miyamura, và dần bộc lộ khía cạnh masochism của cô với cậu. Sau này, họ kết hôn và trong phiên bản webcomic, cả hai có một con trai tên Kyouhei.
Miyamura Izumi (宮村 伊澄)
Lồng tiếng bởi: Matsuoka Yoshitsugu (OVA), Uchiyama Koki (TV anime)
Đóng vai bởi: Suzuka Ouji (live-action)
Cậu bạn cùng lớp với Hori. Ở trường, cậu trầm lặng, đeo kính và bị nhầm là một otaku khép kín. Nhưng ngoài đời, cậu có ngoại hình điển trai, phong thái thoải mái với phong cách punk, chín khuyên tai và nhiều hình xăm. Cậu để tóc dài và mặc áo dài tay để che giấu chúng. Dù có vẻ ngoài như một fan cuồng truyện tranh, Miyamura chỉ hứng thú hời hợt với manga và có học lực trung bình. Gia đình cậu có một tiệm bánh.
Quá khứ bị trêu chọc vì ngoại hình khiến Miyamura khép mình và chấp nhận cô độc. Tuy nhiên, khi Hori không bận tâm đến vẻ ngoài của cậu, Miyamura dần lấy lại tự tin, kết thân với bạn bè và thay đổi diện mạo, trở nên nổi bật hơn. Miyamura thầm mến Hori từ lâu và luôn thấy cô đáng yêu, ngay cả khi cô tức giận. Ban đầu, cậu hài lòng với tình bạn, nhưng sự chân thành khiến cậu bày tỏ tình cảm. Khi cha Hori hỏi về Miyamura, cô thẳng thắn thừa nhận cậu là bạn trai mình. Sau này, họ kết hôn và trong webcomic, cả hai có con trai tên Kyouhei.
Hori Sōta (堀 創太)
Lồng tiếng bởi: Kobayashi Yumiko (OVA), Terasaki Yuka (TV anime)
Đóng vai bởi: Takagi Haru (live-action)
Em trai của Hori. Sau khi bị vấp ngã và chảy máu mũi, cậu được Izumi đưa về nhà. Từ đó, Souta liên tục nhắc chị mời "người bạn mới" đến chơi, vô tình tạo cơ hội để Hori có lý do gặp Izumi sau giờ học.
Ishikawa Tōru (石川 透)
Lồng tiếng bởi: Hosoya Yoshimasa (OVA), Yamashita Seiichiro (TV anime)
Đóng vai bởi: Suzuki Jin (live-action)
Bạn cùng lớp của Hori và Miyamura, đồng thời là bạn thân lâu năm của Hori. Cậu từng thầm mến Hori và ban đầu có chút gượng gạo với Miyamura. Tuy nhiên, sau khi bị từ chối, Ishikawa dần buông bỏ tình cảm và trở nên thân thiết với Miyamura khi nhận ra cả hai ngày càng gần gũi. Cậu sớm biết bí mật về hình xăm và khuyên tai của Miyamura. Ishikawa thường tự ti, cho rằng mình không hấp dẫn và không ai để ý đến mình, dù thực tế hoàn toàn ngược lại. Sau này, cậu bắt đầu hẹn hò với Yoshikawa.
Yoshikawa Yuki (吉川 由紀)
Lồng tiếng bởi: Ueda Kana (OVA), Kozakai Yurie (TV anime)
Đóng vai bởi: Okamoto Rion (live-action)
Bạn thân của Hori. Dù thường vui vẻ và hoạt bát, cô lại mang nỗi tự ti, cho rằng mình không xứng đáng với tình cảm của người khác. Ban đầu, Yoshikawa có chút cảm nắng Miyamura khi tình cờ thấy cậu không đeo kính mà không nhận ra, nhưng nhanh chóng từ bỏ khi biết sự thật. Trên thực tế, cô đã thầm thích Ishikawa từ lâu nhưng ngần ngại bày tỏ, tự cho rằng mình không thể sánh với Hori hay Kono. Tuy nhiên, sau này Ishikawa dần nhận ra tình cảm của cô.
Sengoku Kakeru (仙石 翔)
Lồng tiếng bởi: Shimazaki Nobunaga (OVA), Okamoto Nobuhiko (TV anime)
Đóng vai bởi: Onodera Akira (live-action)
Bạn thời thơ ấu của Hori và là hội trưởng hội học sinh. Dù có thành tích học tập xuất sắc, cậu lại có thể chất yếu ớt, một phần do từng bị Hori bắt nạt khi còn nhỏ. Điều này khiến cậu rèn luyện ý chí mạnh mẽ. Tuy nhiên, dù đảm nhận vai trò lãnh đạo, cậu lại vụng về trong việc nấu nướng. Sengoku là bạn trai của Remi, và trong webcomic, họ kết hôn và có một con gái tên Shizuru.
Ayasaki Remi (綾崎 レミ)
Lồng tiếng bởi: Hasegawa Akiko (OVA), M·A·O (TV anime)
Đóng vai bởi: Marsh Aya (live-action)
Thành viên hội học sinh, nhưng thường được xem như linh vật hơn là một nhân vật quyền lực. Cô có vóc dáng nhỏ nhắn, luôn buộc tóc hai bên và tính cách tinh nghịch, đôi khi tự xưng bằng tên mình, khiến một số người không thích. Remi là bạn thời thơ ấu của Kono, và luôn động viên cô trở nên tự tin hơn. Dù vui tươi và hoạt bát, cô lại rất kém trong việc nấu ăn. Remi là bạn gái của Sengoku, và trong webcomic, họ kết hôn và có con gái tên Shizuru.
Kōno Sakura (河野 桜)
Lồng tiếng bởi: Nomura Yui (OVA), Kondō Reina (TV anime)
Đóng vai bởi: Sakura (live-action)
Thành viên hội học sinh, người đảm nhận phần lớn công việc. Cô trầm lặng, nhút nhát nhưng có tinh thần trách nhiệm cao. Về sau, Kono nảy sinh tình cảm với Ishikawa.
Iura Shū (井浦 秀)
Lồng tiếng bởi: Shimono Hiro (OVA), Yamashita Daiki (TV anime) (tiếng Nhật), Y. Chang (TV anime) (tiếng Anh)
Đóng vai bởi: Sota Ryōsuke (live-action)
Bạn cùng lớp của Kyouko và Izumi trong năm hai, nhưng sang năm ba thì học khác lớp. Cậu khá ngốc nghếch và vô tư.
Shindō Kōichi (進藤晃一)
Lồng tiếng bởi: Yashiro Taku
Đóng vai bởi: Inoue Yūki (live-action)
Bạn thân duy nhất của Izumi thời sơ trung. Cậu có tính cách vui vẻ, hòa đồng và luôn quan tâm đến Izumi. Kyouko thường ghen tị với Shindou vì mối quan hệ thân thiết giữa cậu và Izumi, thậm chí còn sợ chuyện hai người đến với nhau.
Yanagi Akane (柳 明音)
Lồng tiếng bởi: Fukuyama Jun
Đóng vai bởi: Itagaki Rihito (live-action)
Học sinh lớp bên cạnh và có tình cảm với Yuki. Dù sở hữu ngoại hình điển trai và tính cách ga lăng, cậu lại có thị lực kém vô cùng, nhưng lại thường xuyên làm vỡ kính hoặc làm mất kính áp tròng.
Sawada Honoka (沢田 ほのか)
Lồng tiếng bởi: Imoto Kei (OVA), Asakura Momo (TV anime)
Hàng xóm của Izumi và có tình cảm với Kyouko. Cô từng có một người anh trai trông rất giống Izumi, nhưng anh đã qua đời một năm trước khi câu chuyện chính diễn ra.

Okuyama Yūna (奥山 有菜)
Lồng tiếng bởi: Koga AoiCredit tập 12
Yuuna là bạn cùng lớp mẫu giáo của Souta, từng trêu chọc cậu vì quá quấn quýt chị gái. Tuy nhiên, sau khi được Izumi đối xử tử tế, cô bé dần thay đổi và trở thành bạn của Souta.
Hori Yuriko (堀 百合子)
Lồng tiếng bởi: Kayano Ai
Đóng vai bởi: Kawai Aoba (live-action)
Mẹ của Kyouko, một người nghiện công việc và chỉ biết nấu món cà ri. Bà trân trọng sự giúp đỡ của Izumi trong việc chăm sóc Souta cùng với Kyouko. Trước đây, bà từng là bạn cùng lớp với Kyousuke thời trung học.
Hori Kyōsuke (堀 京介)
Lồng tiếng bởi: Ono Daisuke
Đóng vai bởi: Kimura Ryo (live-action)
Bố của Kyouko và Souta, một người vắng mặt thường xuyên do công việc. Ông ủng hộ mối quan hệ giữa Kyouko và Izumi, thậm chí còn vô tình tạo điều kiện để họ chính thức trở thành một cặp. Kyousuke đối xử với Izumi như một người bạn thân, trong khi Kyouko lại thẳng thắn (đôi khi có phần bạo lực) với ông do những năm tháng tuổi thơ thiếu vắng cha. Ông từng là bạn cùng lớp với Yuriko thời trung học.
Tanihara Makio (谷原マキオ)
Lồng tiếng bởi: Chiba Shōya
Người từng bắt nạt Izumi thời trung học. Sau này, anh nhận ra lỗi lầm của mình, chân thành xin lỗi Miyamura và cố gắng xây dựng tình bạn với cậu.
Iura Motoko (井浦基子)
Lồng tiếng bởi: Kanemoto Hisako
Em gái của Shu. Cô đặt mục tiêu thi đậu vào trường cao trung phía Đông, nhưng kết quả học tập không như mong muốn dù đã nỗ lực hết mình trong việc học.
Sengoku Takeru (仙石 武)
Lồng tiếng bởi: Namikawa Daisuke
Bố của Kakeru, một người nghiêm khắc, mong muốn con trai tập trung hoàn toàn vào việc học, thậm chí hy sinh cả đời sống xã hội. Ông từng là bạn cùng lớp với Yuriko và Kyousuke thời trung học và đôi khi trở thành mục tiêu "bắt nạt" nhẹ nhàng của Kyousuke.

## Truyền thông

### Manga

#### Hori-san to Miyamura-kun
Hori-san to Miyamura-kun, do Hiroki Adachi sáng tác dưới bút danh Hero, được đăng tải trên trang web cá nhân của tác giả từ tháng 2 năm 2007 đến tháng 12 năm 2011. Sau đó, Square Enix xuất bản thành bản in, tổng hợp các chương thành 10 tập tankōbon dưới nhãn hiệu Gangan Comics từ ngày 22 tháng 10 năm 2008 đến ngày 28 tháng 12 năm 2011.
| #  | Ngày phát hành tiếng Nhật | ISBN tiếng Nhật   |
| -- | ------------------------- | ----------------- |
| 1  | 22 tháng 10 năm 2008      | 978-4-7575-2419-4 |
| 2  | 21 tháng 2 năm 2009       | 978-4-7575-2495-8 |
| 3  | 21 tháng 7 năm 2009       | 978-4-7575-2609-9 |
| 4  | 21 tháng 11 năm 2009      | 978-4-7575-2724-9 |
| 5  | 22 tháng 2 năm 2010       | 978-4-7575-2797-3 |
| 6  | 22 tháng 5 năm 2010       | 978-4-7575-2875-8 |
| 7  | 22 tháng 10 năm 2010      | 978-4-7575-3025-6 |
| 8  | 22 tháng 1 năm 2011       | 978-4-7575-3121-5 |
| 9  | 22 tháng 5 năm 2011       | 978-4-7575-4946-3 |
| 10 | 22 tháng 12 năm 2011      | 978-4-7575-3440-7 |

#### Horimiya
Manga Horimiya, do Hagiwara Daisuke minh họa, được đăng dài kỳ trên Monthly G Fantasy của Square Enix từ ngày 18 tháng 10 năm 2011 đến ngày 18 tháng 3 năm 2021, và được tổng hợp thành 16 tập tankōbon. Mỗi chương riêng lẻ được gọi là "pages" (trang). Tập thứ 17 với các chương mới được phát hành vào ngày 18 tháng 7 năm 2023. Horimiya bản tiếng Anh do Yen Press xuất bản.
| #  | Ngày phát hành tiếng Nhật | ISBN tiếng Nhật                                                 |
| -- | ------------------------- | --------------------------------------------------------------- |
| 1  | 27 tháng 3 năm 2012       | 978-4-7575-3543-5                                               |
| 2  | 27 tháng 11 năm 2012      | 978-4-7575-3806-1                                               |
| 3  | 27 tháng 4 năm 2013       | 978-4-7575-3951-8                                               |
| 4  | 26 tháng 10 năm 2013      | 978-4-7575-4107-8                                               |
| 5  | 26 tháng 4 năm 2014       | 978-4-7575-4297-6                                               |
| 6  | 27 tháng 10 năm 2014      | 978-4-7575-4325-6                                               |
| 7  | 27 tháng 5 năm 2015       | 978-4-7575-4658-5                                               |
| 8  | 27 tháng 11 năm 2015      | 978-4-7575-4814-5                                               |
| 9  | 27 tháng 5 năm 2016       | 978-4-7575-4998-2                                               |
| 10 | 26 tháng 11 năm 2016      | 978-4-7575-5167-1                                               |
| 11 | 26 tháng 8 năm 2017       | 978-4-7575-5460-3                                               |
| 12 | 26 tháng 5 năm 2018       | 978-4-7575-5731-4                                               |
| 13 | 27 tháng 2 năm 2019       | 978-4-7575-6032-1                                               |
| 14 | 27 tháng 12 năm 2019      | 978-4-7575-6452-7                                               |
| 15 | 18 tháng 9 năm 2020       | 978-4-7575-6848-8                                               |
| 16 | 18 tháng 7 năm 2021       | 978-4-7575-7282-9                                               |
| 17 | 18 tháng 7 năm 2023       | 978-4-7575-8634-5 (bản thường) 978-4-7575-8635-2 (bản đặc biệt) |

#### Hori-san to Miyamura-kun Omake
| #  | Ngày phát hành tiếng Nhật | ISBN tiếng Nhật   |
| -- | ------------------------- | ----------------- |
| 1  | 21 tháng 7 năm 2012       | 978-4-7575-3670-8 |
| 2  | 27 tháng 11 năm 2012      | 978-4-7575-3783-5 |
| 3  | 27 tháng 4 năm 2013       | 978-4-7575-3952-5 |
| 4  | 26 tháng 10 năm 2013      | 978-4-7575-4108-5 |
| 5  | 26 tháng 4 năm 2014       | 978-4-7575-4202-0 |
| 6  | 27 tháng 10 năm 2014      | 978-4-7575-4452-9 |
| 7  | 27 tháng 5 năm 2015       | 978-4-7575-4659-2 |
| 8  | 27 tháng 11 năm 2015      | 978-4-7575-4815-2 |
| 9  | 27 tháng 5 năm 2016       | 978-4-7575-4946-3 |
| 10 | 26 tháng 8 năm 2017       | 978-4-7575-5169-5 |
| 11 | 26 tháng 5 năm 2018       | 978-4-7575-5738-3 |
| 12 | 27 tháng 2 năm 2019       | 978-4-7575-6037-6 |
| 13 | 27 tháng 12 năm 2019      | 978-4-7575-6453-4 |
| 14 | 18 tháng 9 năm 2020       | 978-4-7575-6863-1 |
| 15 | 16 tháng 7 năm 2021       | 978-4-7575-7374-1 |

### Anime

#### OVA
Sáu tập OVA dựa trên manga Hori-san to Miyamura-kun được sản xuất, với tập đầu tiên ra mắt vào ngày 26 tháng 9 năm 2012. Tiếp theo là tập hai vào ngày 25 tháng 3 năm 2014, tập ba vào ngày 25 tháng 3 năm 2015, tập bốn vào ngày 14 tháng 12 năm 2018, và tập năm cùng tập sáu vào ngày 25 tháng 5 năm 2021.
Mỗi tập phim có một bài hát chủ đề kết thúc khác nhau:
- Tập 1: "Shirotsumekusa" (シロツメクサ?) – Seto Asami (Hori Kyoko)
- Tập 2: "Ame Oto" (雨音?) – Matsuoka Yoshitsugu (Miyamura Izumi)
- Tập 3: "Shiranai Sekai" (知らない世界?) – Seto Asami
- Tập 4: "Hinata" (向日葵?) – Matsuoka Yoshitsugu
- Tập 5: "Trajectory" (軌跡?) – Seto Asami
- Tập 6: "Gentle Song" (優しい歌?) – Seto Asami

| TT. | Tiêu đề | Đạo diễn                     | Biên kịch    | Ngày phát hành gốc   |
| --- | --- | ---------------------------- | ------------ | -------------------- |
| 1   | "Hori and Miyamura: New Semester" Chuyển ngữ: "Hori-san to Miyamura-kun: Shingakki" (tiếng Nhật: 堀さんと宮村くん -新学期-)        | Natsume Shingo               | Ayana Yuniko | 5 tháng 10 năm 2012  |
| 2   | "Hori and Miyamura: Sudden Rain" Chuyển ngữ: "Hori-san to Miyamura-kun: Totsuzen no Ame" (tiếng Nhật: 堀さんと宮村くん -突然の雨-) | Kawabata Erkin               | Ayana Yuniko | 25 tháng 3 năm 2014  |
| 3   | "Hori and Miyamura: I Love" Chuyển ngữ: "Hori-san to Miyamura-kun: Suki da" (tiếng Nhật: 堀さんと宮村くん -好きだ-)                | Hirakawa Tetsuo              | Ayana Yuniko | 25 tháng 3 năm 2015  |
| 4   | "Hori and Miyamura: Summer Flu" Chuyển ngữ: "Hori-san to Miyamura-kun: Natsu Kaze" (tiếng Nhật: 堀さんと宮村くん -夏風邪-)         | Aiura Kazuya Nishimori Akira | Ayana Yuniko | 14 tháng 12 năm 2018 |
| 5   | "Hori and Miyamura: Midsummer Day" Chuyển ngữ: "Hori-san to Miyamura-kun: Manatsu Hi" (tiếng Nhật: 堀さんと宮村くん -真夏日-)      | Aiura Kazuya                 | Ayana Yuniko | 25 tháng 5 năm 2021  |
| 6   | "Hori and Miyamura: A Kind Person" Chuyển ngữ: "Hori-san to Miyamura-kun: Yasashii Hito" (tiếng Nhật: 堀さんと宮村くん -優しい人-) | Aiura Kazuya                 | Ayana Yuniko | 25 tháng 5 năm 2021  |

#### Loạt phim TV
Anime Horimiya gồm 13 tập, chuyển thể từ manga của Daisuke Hagiwara, được công bố vào ngày 17 tháng 9 năm 2020. Phim do CloverWorks sản xuất, Ishihama Masashi đạo diễn, Yoshioka Takao viết kịch bản, Iizuka Haruko thiết kế nhân vật, và Yokoyama Masaru soạn nhạc. Phim phát sóng từ ngày 10 tháng 1 đến ngày 4 tháng 4 năm 2021 trên Tokyo MX và các kênh khác. Bài hát chủ đề mở đầu là "Iro Kōsui" (色香水 "Sắc nước hoa") do Kamiyama Yoh thể hiện, và bài hát chủ đề kết thúc là "Yakusoku" (約束 "Lời hứa") do Friends thể hiện.
Funimation giữ bản quyền phát hành tại Bắc Mỹ, Anh, Mexico, Brazil, Wakanim phát hành tại châu Âu, và AnimeLab tại Úc và New Zealand. Ngày 5 tháng 2 năm 2021, Funimation công bố bản lồng tiếng Anh, và phát hành ngày hôm sau. Sau khi Sony mua lại Crunchyroll, loạt phim được chuyển sang nền tảng này. Medialink phân phối tại Đông Nam Á và Nam Á, phát trực tuyến trên Bilibili, YouTube Ani-One (từ 13 tháng 2 đến 15 tháng 3 năm 2021) và chiếu trên Animax Asia.
Loạt anime thứ hai, Horimiya -piece-, được công bố tại AnimeJapan vào ngày 25 tháng 3 năm 2023, gồm những mẩu chuyện chưa được chuyển thể trước đó. Phần phim lên sóng ngày 1 tháng 7 đến 23 tháng 9 năm 2023. Bài hát chủ đề mở đầu là "Shiawase" (幸せ "Hạnh phúc") do Omoinotake thể hiện, và bài hát chủ đề kết thúc là "URL" do Ami Sakaguchi thể hiện. Crunchyroll phát hành loạt phim với tựa tiếng Anh Horimiya: The Missing Pieces.

##### Danh sách tập phim

###### Horimiya
| TT. | Tiêu đề | Đạo diễn                                      | Biên kịch          | Ngày phát hành gốc  |
| --- | --- | --------------------------------------------- | ------------------ | ------------------- |
| 1   | "A Tiny Happenstance" Chuyển ngữ: "Hon no, Sasaina Kikkake de." (tiếng Nhật: ほんの、ささいなきっかけで。)                 | Ishihama Masashi                              | Yoshioka Takao     | 10 tháng 1 năm 2021 |
| 2   | "You Wear More Than One Face" Chuyển ngữ: "Kao wa, Hitotsu Dake ja nai." (tiếng Nhật: 顔は、ひとつだけじゃない。)          | Okuda Yoshiko                                 | Nagai Chiaki       | 17 tháng 1 năm 2021 |
| 3   | "That's Why It's Okay" Chuyển ngữ: "Da Kara, Daijōbu." (tiếng Nhật: だから、大丈夫。)                                      | Kodama Ryō                                    | Yoshioka Takao     | 24 tháng 1 năm 2021 |
| 4   | "Everybody Loves Somebody" Chuyển ngữ: "Dare mo, Dare ka ga Suki Nanda." (tiếng Nhật: 誰も、誰かが好きなんだ。)            | Shibata Akihisa                               | Yoshioka Takao     | 31 tháng 1 năm 2021 |
| 5   | "I Can't Say It Out Loud" Chuyển ngữ: "Sore wa, Ienai Koto." (tiếng Nhật: それは、言えないこと。)                          | Imai Yukiko                                   | Hirabayashi Sawako | 7 tháng 2 năm 2021  |
| 6   | "This Summer's Going to Be a Hot One" Chuyển ngữ: "Kotoshi no Natsu wa, Atsui Kara." (tiếng Nhật: 今年の夏は、暑いから。)  | Sasaki Shinobu                                | Yoshioka Takao     | 14 tháng 2 năm 2021 |
| 7   | "You're Here, I'm Here" Chuyển ngữ: "Kimi ga Ite, Boku ga Ite." (tiếng Nhật: 君がいて、僕がいて。)                         | Okuda Yoshiko                                 | Nagai Chiaki       | 21 tháng 2 năm 2021 |
| 8   | "The Truth Deception Reveals" Chuyển ngữ: "Itsuwaru Koto de, Mieru Mono." (tiếng Nhật: 偽ることで、見えるもの。)           | Kodama Ryō                                    | Hirabayashi Sawako | 28 tháng 2 năm 2021 |
| 9   | "It's Hard, but Not Impossible" Chuyển ngữ: "Muzukashii Kedo, Muri ja nai." (tiếng Nhật: 難しいけど、無理じゃない。)       | Matsubayashi Tadahito                         | Yoshioka Takao     | 7 tháng 3 năm 2021  |
| 10  | "Until the Snow Melts" Chuyển ngữ: "Itsuka, Yuki ga Tokeru Made." (tiếng Nhật: いつか、雪が溶けるまで。)                   | Yamamoto Yōsuke                               | Hirabayashi Sawako | 14 tháng 3 năm 2021 |
| 11  | "It May Seem Like Hate" Chuyển ngữ: "Kirai Kirai mo, Ura ga Aru." (tiếng Nhật: 嫌い嫌いも、ウラがある。)                   | Ejima Yasuo                                   | Nagai Chiaki       | 21 tháng 3 năm 2021 |
| 12  | "Hitherto, and Forevermore" Chuyển ngữ: "Kore Made mo, Soshite Kore Kara mo." (tiếng Nhật: これまでも、そしてこれからも。) | Kodama Ryō, Kataoka Fumiaki, Ishihama Masashi | Nagai Chiaki       | 28 tháng 3 năm 2021 |
| 13  | "I Would Gift You the Sky" Chuyển ngữ: "Semete, Kono Ōzora o." (tiếng Nhật: せめて、この大空を。)                          | Ishihama Masashi                              | Yoshioka Takao     | 4 tháng 4 năm 2021  |

###### Horimiya -piece-
| TT. | Tiêu đề                                                           | Đạo diễn             | Biên kịch          | Ngày phát hành gốc  |
| --- | ----------------------------------------------------------------- | -------------------- | ------------------ | ------------------- |
| 1   | "Class Trip" Chuyển ngữ: "Shūgakuryokō" (tiếng Nhật: 修学旅行)    | Ishihama Masashi     | Yoshioka Takao     | 1 tháng 7 năm 2023  |
| 2   | "Cooking Class" Chuyển ngữ: "Chōri Jisshū" (tiếng Nhật: 調理実習) | Shibata Akihisa      | Nagai Chiaki       | 8 tháng 7 năm 2023  |
| 3   | "Sports Day" Chuyển ngữ: "Taiikusai" (tiếng Nhật: 体育祭)         | Okada Kenjirou       | Hirabayashi Sawako | 15 tháng 7 năm 2023 |
| 4   | "Hori Kotatsu" (tiếng Nhật: 堀こたつ)                             | Kodama Ryō           | Yoshioka Takao     | 22 tháng 7 năm 2023 |
| 5   | "Iura" (tiếng Nhật: 井浦)                                         | Ejima Yasuo          | Nagai Chiaki       | 29 tháng 7 năm 2023 |
| 6   | "Sleepover" Chuyển ngữ: "Otomarikai" (tiếng Nhật: お泊り会)       | Ono Shōgo, Ikari Yui | Hirabayashi Sawako | 5 tháng 8 năm 2023  |
| 7   | "Friends" Chuyển ngữ: "Tomodachi" (tiếng Nhật: 友達)              | Ishihama Masashi     | Yoshioka Takao     | 12 tháng 8 năm 2023 |
| 8   | "Yanagi-kun" (tiếng Nhật: 柳くん)                                 | Ifuku Kakushi        | Nagai Chiaki       | 19 tháng 8 năm 2023 |
| 9   | "Teacher" Chuyển ngữ: "Sensei" (tiếng Nhật: 先生)                 | Takahashi Jun        | Hirabayashi Sawako | 26 tháng 8 năm 2023 |
| 10  | "Jealousy" Chuyển ngữ: "Yakimochi" (tiếng Nhật: やきもち)         | Shibata Akihisa      | Yoshioka Takao     | 2 tháng 9 năm 2023  |
| 11  | "Chocolate" Chuyển ngữ: "Chokorēto" (tiếng Nhật: チョコレート)    | Mukōyama Tsurumi     | Nagai Chiaki       | 9 tháng 9 năm 2023  |
| 12  | "The Hori House" Chuyển ngữ: "Hori-ke" (tiếng Nhật: 堀家)         | Ejima Yasuo          | Hirabayashi Sawako | 16 tháng 9 năm 2023 |
| 13  | "Graduation" Chuyển ngữ: "Sotsugyō" (tiếng Nhật: 卒業)            | Ishihama Masashi     | Yoshioka Takao     | 23 tháng 9 năm 2023 |

### Loạt phim live-action
Loạt phim live-action chuyển thể được công bố vào ngày 23 tháng 11 năm 2020. Dàn diễn viên và đội ngũ sản xuất được tiết lộ vào ngày 21 tháng 12 năm 2020, với bên sản xuất là Horipro và đạo diễn là Matsumoto Hana. Phiên bản điện ảnh, gồm nội dung từ ba tập đầu của loạt phim truyền hình cùng các cảnh quay độc quyền, được công chiếu trong một tuần từ ngày 5 tháng 2 năm 2021. Loạt phim truyền hình bắt đầu phát sóng vào ngày 17 tháng 2 năm 2021 trên khung giờ Dramaism của MBS, TBS và độc quyền trên Apple TV+ tại Nhật Bản. Bài hát chủ đề mở đầu là "Dō sun'no?" (どうすんの？ "Làm sao đây?") và bài hát chủ đề kết thúc là "Tomoshibi" (灯 "Chiếc đèn"), cả hai đều do Toketadenkyu thể hiện.
| TT. | Tiêu đề                                                | Đạo diễn       | Biên kịch       | Ngày phát hành gốc  |
| --- | ------------------------------------------------------ | -------------- | --------------- | ------------------- |
| 1   | "Tập 1" Chuyển ngữ: "Dai-ichi-wa" (tiếng Nhật: 第１話) | Matsumoto Hana | Sakai           | 17 tháng 2 năm 2021 |
| 2   | "Tập 2" Chuyển ngữ: "Dai-ni-wa" (tiếng Nhật: 第２話)   | Matsumoto Hana | Sakai Yoshifumi | 24 tháng 2 năm 2021 |
| 3   | "Tập 3" Chuyển ngữ: "Dai-san-wa" (tiếng Nhật: 第３話)  | Matsumoto Hana | Sakai Yoshifumi | 3 tháng 3 năm 2021  |
| 4   | "Tập 4" Chuyển ngữ: "Dai-yon-wa" (tiếng Nhật: 第４話)  | Matsumoto Hana | Ōtoshi Tomohiro | 10 tháng 3 năm 2021 |
| 5   | "Tập 5" Chuyển ngữ: "Dai-go-wa" (tiếng Nhật: 第５話)   | Yoshino Mamoru | Ōtoshi Tomohiro | 17 tháng 3 năm 2021 |
| 6   | "Tập 6" Chuyển ngữ: "Dai-roku-wa" (tiếng Nhật: 第６話) | Yoshino Mamoru | Ishida Gōta     | 24 tháng 3 năm 2021 |
| 7   | "Tập 7" Chuyển ngữ: "Dai-nana-wa" (tiếng Nhật: 第７話) | Matsumoto Hana | Sakai Yoshifumi | 31 tháng 3 năm 2021 |

## Đón nhận
Trên bảng xếp hảng manga hàng tuần Oricon:
- Tập 2: Đạt hạng 15 và bán được 43.735 bản (tính đến ngày 2 tháng 12 năm 2012).[79]
- Tập 3: Đạt hạng 32 và bán được 75.124 bản (tính đến ngày 4 tháng 5 năm 2013).[80]
- Tập 4: Đạt hạng 21 và bán được 96.786 bản (tính đến ngày 10 tháng 11 năm 2013).[81][82]
- Tập 5: Đạt hạng 8 và bán được 171.530 bản (tính đến ngày 11 tháng 5 năm 2014).[83][84]
- Tập 6: Đạt hạng 2 và bán được 208.788 bản (tính đến ngày 16 tháng 11 năm 2014).[85][86]

Horimiya xếp thứ 6 trong bảng xếp hạng Nationwide Bookstore Employees' Recommended Comics năm 2014.
Tại Crunchyroll Anime Awards lần thứ 6 năm 2022, Horimiya giành giải Anime lãng mạn hay nhất, còn Miyamura Izumi được đề cử cho hạng mục Nhân vật nam xuất sắc nhất. Còn tại Crunchyroll Anime Awards lần thứ 8 năm 2024, Series anime thứ hai, Horimiya: The Missing Pieces, cũng giành giải Anime lãng mạn hay nhất, và còn được đề cử cho hạng mục Anime đời thường hay nhất.